# Труљио-Вињали (Козенца)
Труљио-Вињали је насеље у Италији у округу Козенца, региону Калабрија.
Према процени из 2011. у насељу је живело 212 становника. Насеље се налази на надморској висини од 442 м.